# Borut Mavrič
Borut Mavrič, slovenski nogometni vratar, * 27. marec 1970, Šempeter pri Gorici.

## Klubska kariera
Prvi in edini tuji klub za katerega je podpisal Borut Mavrič je bil Greuther Fürth, s katerim je Mavrič sprva podpisal enoletno pogodbo in jo kasneje podaljšal. V klub je prišel poleti 2004, leta 2007 pa se je vrnil v Slovenijo.

## Reprezentančna kariera
Za Slovensko nogometno reprezentanco je Borut Mavrič od leta 2003 branil na 18 mednarodnih tekmah.